# هارتفورد (تنسی)
هارتفورد (به انگلیسی: Hartford) یک منطقهٔ مسکونی در ایالات متحده آمریکا است که در شهرستان کوک، تنسی قرار دارد. هارتفورد ۸۱۴ نفر جمعیت دارد.